# Anchichoerops natalensis
Anchichoerops natalensis là loài cá biển duy nhất thuộc chi Anchichoerops trong họ Cá bàng chài. Loài này được mô tả lần đầu tiên vào năm 1909.

## Từ nguyên
Tiền tố anchi trong từ định danh của chi theo tiếng Hy Lạp nghĩa là "gần, tương tự", hàm ý đề cập đến việc loài này trước đây được xếp vào chi Choerops (danh pháp đồng nghĩa của chi Choerodon hiện tại) do có hình thái tương đồng.
Từ định danh của loài được đặt theo tên của nơi mà mẫu gốc được thu thập, tỉnh KwaZulu-Natal của Nam Phi (hậu tố ensis trong tiếng Latinh dùng để chỉ nơi chốn).

## Phạm vi phân bố và môi trường sống
A. natalensis có phạm vi phân bố ở Tây Nam Ấn Độ Dương. A. natalensis hiện chỉ được biết đến tại vùng bờ biển Nam Phi và Nam Mozambique. Chúng sống gần những rạn đá ngầm ở độ sâu đến ít nhất là 60 m.

## Mô tả
A. natalensis có chiều dài cơ thể tối đa được ghi nhận là 75 cm. Cơ thể của A. natalensis có màu nâu, nâu phớt đỏ hoặc màu vàng cam với các đốm màu vàng và màu cam (sẫm màu hơn ở những cá thể màu vàng cam). Có khoảng 7 đến 10 dải sọc dọc màu nâu sẫm xuất hiện ở hai bên thân, nhưng mờ dần đi theo độ tuổi. Các vây thường có viền xanh lam óng. Môi dày, mọng thịt, khoang miệng có răng nanh.
Số gai ở vây lưng: 13; Số tia vây ở vây lưng: 9; Số gai ở vây hậu môn: 3; Số tia vây ở vây hậu môn: 10–11.

## Sinh thái
Thức ăn của A. natalensis là những động vật thân mềm, động vật giáp xác và nhím biển. A. natalensis thường sống đơn độc, bơi chậm rãi trên các mỏm đá. Trước đây, loài này bị đe dọa bởi việc đánh bắt bằng xiên cá, nhưng đã được luật pháp ở Nam Phi xếp vào loài không được phép đánh bắt.